# Nižněvartovsk
Nižněvartovsk (rusky Нижневартовск) je druhé největší město v Chantymansijském autonomním okruhu – Jugře v Ruské federaci. Leží na pravém břehu Obu, žije zde přibližně 283 tisíc obyvatel.

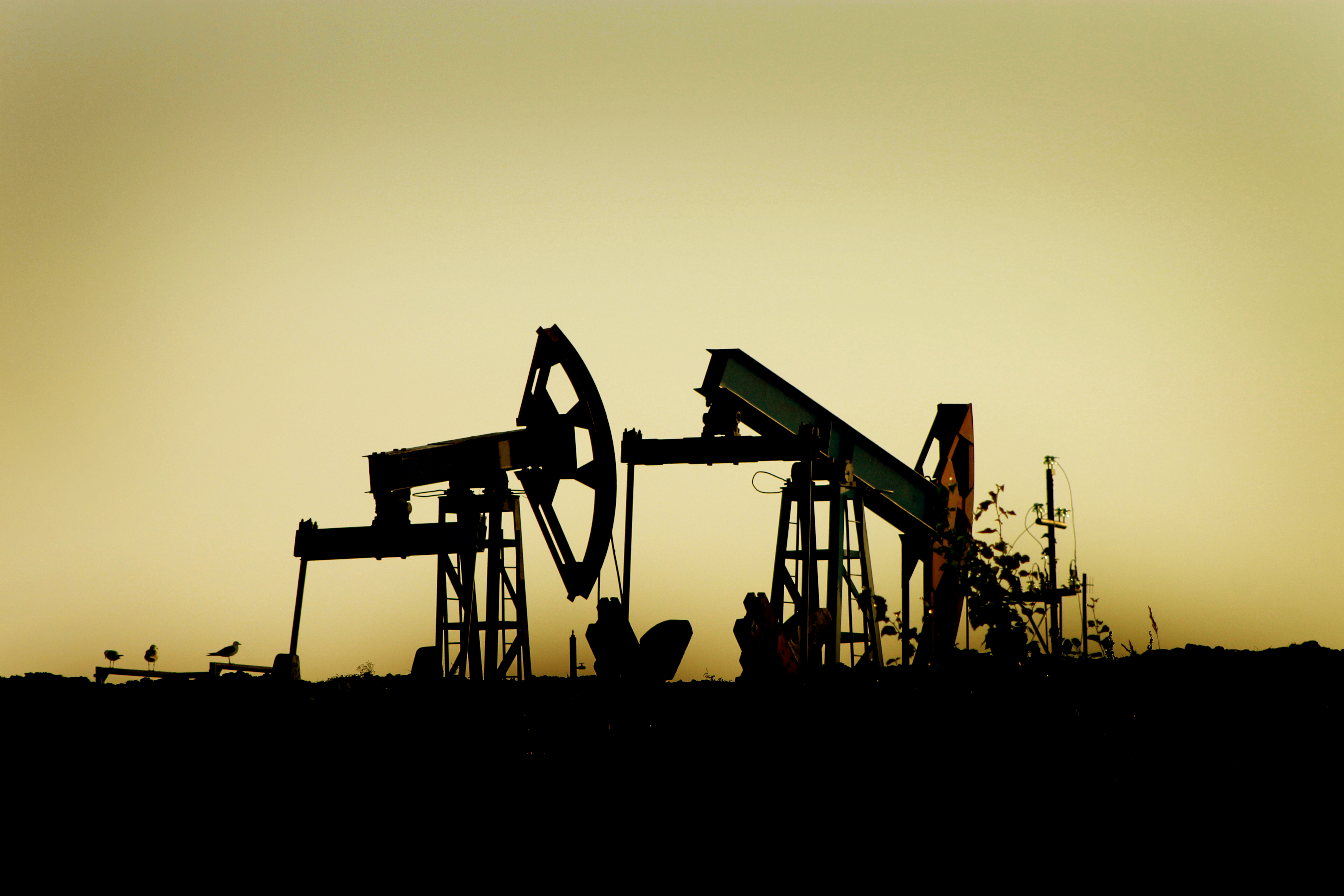

Nižněvartovsk je střediskem západosibiřského ropného průmyslu a jedním z nejbohatších měst celého Ruska. Rozvoj Nižněvartovska z malého sídla na velké město byl také v důsledku ropy – zde objevené ropné pole Samotlor bylo začátkem 80. let 20. století zdaleka nejdůležitějším v celém Sovětském svazu.

## Vývoj počtu obyvatel
| Rok  | Počet obyvatel |
| ---- | -------------- |
| 1970 | 15 663         |
| 1979 | 108 740        |
| 1989 | 241 457        |
| 2002 | 239 044        |
| 2010 | 251 694        |
| 2021 | 278 725        |

## Rodáci
- Jevgenij Makarenko (* 1975), boxer
- Alexandr Maletin (* 1975), boxer
- Andrej Dubasov (* 1984), biatlonista
- Xenija Suchinovová (* 1987), modelka
- Semjon Antonov (* 1989), basketbalista
- Vasilij Strelcov (* 1990), hokejista
- Alexandr Strelcov (* 1990), hokejista

## Partnerská města
- Marseille, Francie
- Šanghaj, Čína